# Little Imber
Little Imber (jong of onschuldig Imber) is een compositie van de Georgiër Gia Kantsjeli uit 2003. Het werk is geschreven voor stem, kinderkoor, mannenkoor en kamerorkest.
Kantsjeli had in 2001 een bezoek gebracht aan het Engelse dorp Imber. Het dorp is in de Tweede Wereldoorlog ontruimd om te dienen als oefengebied voor stadsgevechten. Het spookstadje staat sindsdien leeg en vertoont nog steeds de sporen van kogelinslagen en dergelijke. Het deed Kantsjeli denken aan de dorpen in zijn geboorteland Georgië waar ook tal van dorpen en gebouwen beschadigd uit één of andere oorlog liggen. De voormalige bewoners van Imber mogen eenmaal per jaar terug naar hun dorp en om rond te kijken; het werk is dan ook geschreven voor de afsluiting van die dag in 2003 met een uitvoering in de plaatselijke 13e-eeuwse kerk St Giles.
De componist schrijft uiterst ingetogen muziek, waarbij soms een enkele oprisping te horen is, dat is in dit werk niet anders. Het werk kabbelt, deze oprispingen daargelaten, rustig verder. De zangstem van het kind en het kinderkoor zorgen voor een oneindige onschuldigheid en naïviteit. Aan het slot van het werk wordt een aantal keren Hallelujah gezongen. Het werk verdwijnt met een decrescendo in de oneindigheid. Het werk heeft veel weg van kerkmuziek, neigend naar New age.
De kritieken over dit werk zijn minder positief dan over Amao Omi. Dat komt waarschijnlijk door de kinderstemmen, die op een gegeven moment tegen gaan staan; het klinkt allemaal te onschuldig. Ook de generale pauzes leveren in het algemeen geen enkele spanning op. Het Hallelujah-eind wordt onderbroken door een liedvoering, die terug te voeren is tot aan de Tweede Wereldoorlog en past helemaal niet in het werk.

## Orkestratie
- stem
- kinderkoor, mannenkoor
- 1 dwarsfluit annex piccolo en altdwarsfluit, 1 hobo;
- gitaar, klavecimbel;
- 1 viool, 1 altviool, 1 cello, 1 contrabas

## Tekst
De gezongen teksten zijn gebaseerd op den oud gedichtje, waarvan de schrijver onbekend is, het staat bekend als het Imber-gedicht:
- Little Imber on the Downe,
- Seven miles from any Towne,
- Sheep bleats the unly sound,
- Life twer sweet with ne'er a vrown,
- Oh let us bide on Imber Downe

## Bron en discografie
- Uitgave ECM Records: diverse koren en Matrix Ensemble o.l.v. Nika Memanishvili. De opnamen hebben gescheiden plaatsgevonden in Tbilisi (kinderkoor) en Imber (rest)

## Vergelijkbaar werk
Een muziekstuk uitgaande van eenzelfde situatie (spookstad) is Uaxuctum van Giacinto Scelsi, dat het andere uiterste is, gewelddadig en horrorachtig.